# Suriname ai Giochi della XXXIII Olimpiade
Il Suriname ha partecipato ai Giochi della XXXIII Olimpiade, svoltisi a Parigi dal 26 luglio all'11 agosto 2024, con una delegazione di 5 atleti, 4 uomini e una donna, in 4 discipline.

## Delegazione
| Sport            | Uomini | Donne | Totale |
| ---------------- | ------ | ----- | ------ |
| Atletica leggera | 1      | 0     | 1      |
| Badminton        | 1      | 0     | 1      |
| Ciclismo         | 1      | 0     | 1      |
| Nuoto            | 1      | 1     | 2      |
| Totale           | 4      | 1     | 5      |

## Risultati

### Atletica leggera

#### Gare su pista o su strada
Uomini
| Atleti      | Evento      | Preliminare | Preliminare | Batterie        | Batterie        | Ripescaggio | Ripescaggio | Semifinale      | Semifinale      | Finale          | Finale          |
| Atleti      | Evento      | Risultati   | Posizione   | Risultati       | Posizione       | Risultati   | Posizione   | Risultati       | Posizione       | Risultati       | Posizione       |
| ----------- | ----------- | ----------- | ----------- | --------------- | --------------- | ----------- | ----------- | --------------- | --------------- | --------------- | --------------- |
| Jalen Lisse | 100 m piani | 10.64       | 4º (21º)    | non qualificato | non qualificato | N.D.        | N.D.        | non qualificato | non qualificato | non qualificato | non qualificato |

### Badminton
Maschile
| Atleta     | Evento  | Fase a gruppi                  | Fase a gruppi                         | Fase a gruppi | Ottavi di finale     | Quarti di finale     | Semifinale           | Finale Oro / Bronzo  | Finale Oro / Bronzo |
| Atleta     | Evento  | Avversario Risultato           | Avversario Risultato                  | Rank          | Avversario Risultato | Avversario Risultato | Avversario Risultato | Avversario Risultato | Rank                |
| ---------- | ------- | ------------------------------ | ------------------------------------- | ------------- | -------------------- | -------------------- | -------------------- | -------------------- | ------------------- |
| Sören Opti | Singolo | Shi Yu Qi (CHN) P (5-21; 7-21) | Giovanni Toti (ITA) P (8-21; 1-4 RIT) | RIT           | non qualificato      | non qualificato      | non qualificato      | non qualificato      | non qualificato     |

### Ciclismo

#### Ciclismo su pista
Maschile
| Atleta          | Evento   | Qualificazione    | Qualificazione | 32-esimi                    | R1      | 16-esimi                  | R2       | Ottavi di finale | R3              | Quarti di finale     | Semifinale           | Finale               | Finale          |
| Atleta          | Evento   | Tempo Velocità    | Pos.           | Avversario Tempo            | Tempo   | Avversario Tempo          | Tempo    | Avversario Tempo | Tempo           | Avversario Risultato | Avversario Risultato | Avversario Risultato | Pos.            |
| --------------- | -------- | ----------------- | -------------- | --------------------------- | ------- | ------------------------- | -------- | ---------------- | --------------- | -------------------- | -------------------- | -------------------- | --------------- |
| Jair Tjon En Fa | Velocità | 9.637 74.712 km/h | 23º Q          | Matthew Richardson P +0.150 | V 9.999 | Mikahil Yakovlev P +0.157 | P +0.054 | non qualificato  | non qualificato | non qualificato      | non qualificato      | non qualificato      | non qualificato |

### Nuoto
Maschile
| Atleta      | Evento             | Batterie | Batterie  | Semifinali      | Semifinali      | Finale          | Finale          |
| Atleta      | Evento             | Tempo    | Posizione | Tempo           | Posizione       | Tempo           | Posizione       |
| ----------- | ------------------ | -------- | --------- | --------------- | --------------- | --------------- | --------------- |
| Irvin Hoost | 100 m stile libero | 52.99    | 68º       | non qualificato | non qualificato | non qualificato | non qualificato |

Femminile
| Atleta                         | Evento            | Batterie | Batterie  | Semifinali      | Semifinali      | Finale          | Finale          |
| Atleta                         | Evento            | Tempo    | Posizione | Tempo           | Posizione       | Tempo           | Posizione       |
| ------------------------------ | ----------------- | -------- | --------- | --------------- | --------------- | --------------- | --------------- |
| Kaelyn Ciara Suryanti Djoparto | 50 m stile libero | 29.99    | 61ª       | non qualificata | non qualificata | non qualificata | non qualificata |